# Lithocarpus tenuilimbus
Lithocarpus tenuilimbus är en bokväxtart som beskrevs av Ho Tseng Chang. Lithocarpus tenuilimbus ingår i släktet Lithocarpus och familjen bokväxter. Inga underarter finns listade.